# Yoshimoto Atsushi
Atsushi Yoshimoto (sinh ngày 14 tháng 1 năm 1982) là một cầu thủ bóng đá người Nhật Bản.

## Sự nghiệp câu lạc bộ
Atsushi Yoshimoto đã từng chơi cho Thespa Kusatsu, Shizuoka FC và V-Varen Nagasaki.